# Décès en septembre 1979
Décès
- 1975
- 1976
- 1977
- 1978
- 1979
- 1980
- 1981
- 1982
- 1983

Pour une information complémentaire, voir la page d'aide.

| Date         | Nom         | Pays                       | Activités                                      | Âge | Source |
| ------------ | ----------- | -------------------------- | ---------------------------------------------- | --- | ------ |
| 11 septembre | Les Clark   | Drapeau des États-Unis     | Animateur et réalisateur américain             | 71  |        |
| 17 septembre | André Morel | Drapeau de la France libre | Officier marinier, compagnon de la Libération. | 63  |        |
| 27 septembre | Klara Caro  | Drapeau de l'Allemagne     | Féministe allemande.                           | 93  |        |